# هارلم شيك (أغنية)

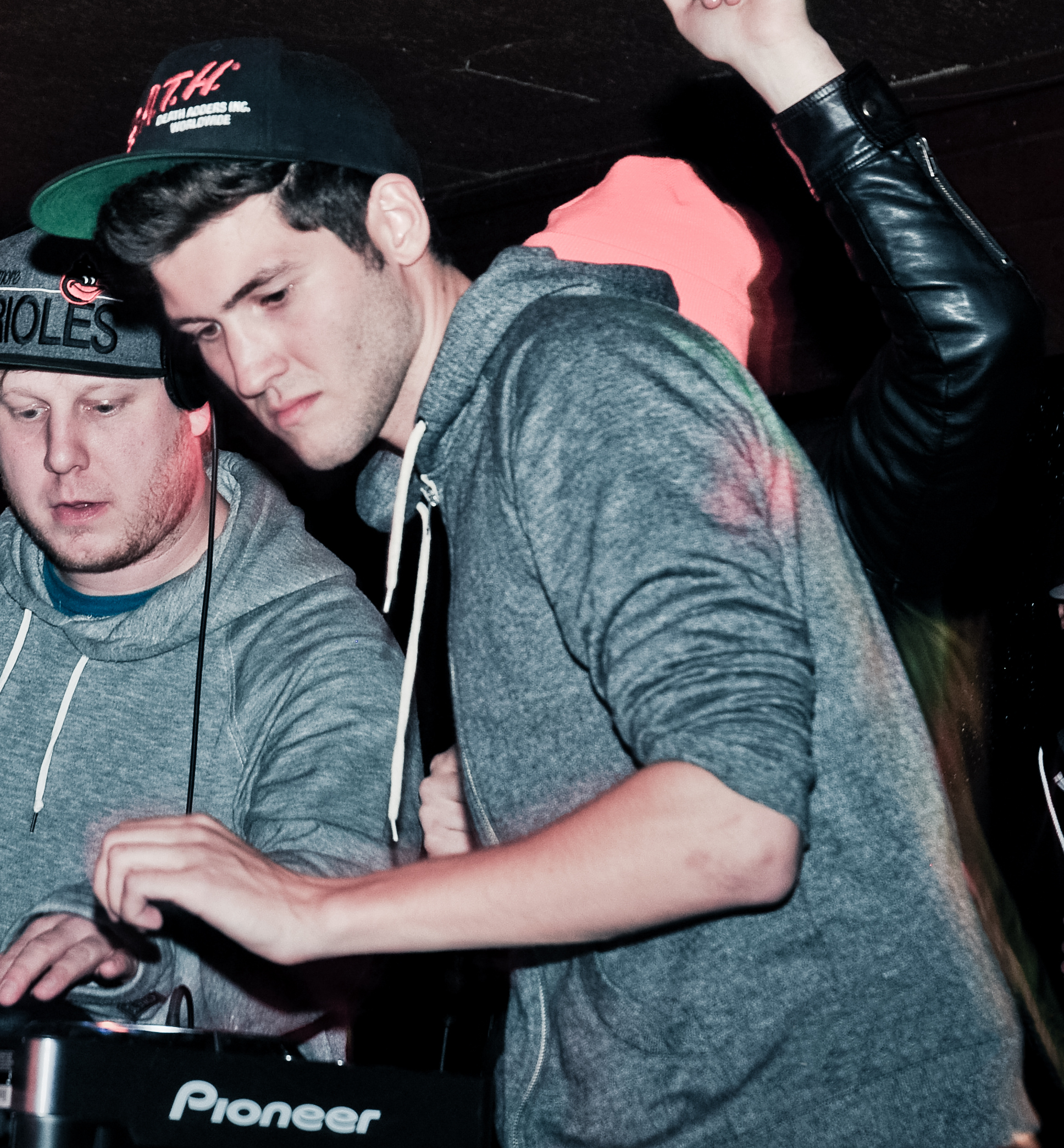
باور في إحدى الحفلات سنة 2012

هارلم شيك (بالإنجليزية: Harlem Shake)‏ هي أغنية قام بتسجيلها الدي جي والمنتج الأمريكي باور (بالإنجليزية: Baauer)‏ في بروكلين بنيويورك سنة 2012، وطُرحت للتنزيل المجاني في 22 مايو 2012، ولكن شهرة الأغنية لم تصعد إلى ذروتها إلا في فبراير 2013، عندما استخدم أحد الفيديوهات المرفوعة على موقع يوتيوب هذه الأغنية، ثم تحول هذا الفيديو إلى ميم إنترنت.

## مقالات ذات صلة
- فلاش موب